# 셀던 파머 스펜서
셀던 파머 스펜서(영어: Selden Palmer Spencer, 1862년 9월 16일 ~ 1925년 5월 16일)는 대한민국 독립 운동 공적을 인정받은 미국 정치가 겸 외교관이다.

## 생애

### 주요 이력
미국 펜실베이니아 주 이리에서 출생하여 지난날 한때 미국 펜실베이니아 주 해리스버그에서 잠시 유아기를 보낸 적이 있는 그는 1868년 미국 미주리 주 제퍼슨 시티에서 성장하였다.
그는 1898년에 미국 정치 분야 입문을 하였는데 안연(安連), 이승민(李丞旼) 등과의 미국 주재 대한제국 외교 관련 인연으로 인하여 1905년에서 1906년까지 대한제국 조선 한성부 방한 주재하던 시절 한국어 이름은 이승리(李勝里)이다.

### 학력
- 미국 예일 대학교 철학과 중퇴
- 미국 워싱턴 사립 대학교 법학과 학사

### 대한제국 조선 독립 운동 관련 적극 지지
3.1 대한 독립 만세 운동 직후 1919年 6月과 1919年 8月 미국 미주리주 공화당 상원 의원 직으로 두 차례 미국 의회에 대한제국의 독립 문제를 제안하였으며, 1920년 5월 미국 필라델피아 대한제국 조선 친우회가 개최한 집회에 연사로 참가하여 일제의 식민 통치 체제를 비판하고 대한제국의 독립을 지지하는 연설을 하였다.
1921년 12월 미국 워싱턴 회의에서 대한민국 임시정부 대표단이 보낸 ‘대한의 호소(Korea's Appeal to the Conference on Limitation of Armament)’를 책자로 만들어 미국 상원 의회 측에 배포하였으며, 1922년 2월 동 호소문을 미국 의회 의사록에 삽입되게 하는 등 대한제국 조선 독립을 지지하였다.

## 사후
대한민국 정부에서는 고인의 공훈을 기리고자 2015년 3월 1일을 기하여 대한민국 건국훈장 애족장을 추서하였다.

## 역대 선거 결과
| 선거명        | 직책명                  | 대수 | 정당   | 득표율 | 득표수    | 결과 | 당락                   |
| ------------- | ----------------------- | ---- | ------ | ------ | --------- | ---- | ---------------------- |
| 1918년 재선거 | 상원의원 (미주리 제3부) | 65대 | 공화당 | 52.39% | 302,680표 | 1위  | 미주리주 상원의원 당선 |
| 1920년 선거   | 상원의원 (미주리 제3부) | 67대 | 공화당 | 53.65% | 711,161표 | 1위  | 미주리주 상원의원 당선 |